# Real Maestranza di Cavalleria dell'Avana

Stemma della Real Maestranza di Cavalleria dell'Avana

La Real Maestranza de Caballería de la Habana fu fondata nel 1709 sotto gli auspici del Maestre de Campo Don Laureano de Torres Ayala, marchese di Casa Torres, governatore e capitano generale di Cuba, e all'atto costitutivo parteciparono nove consiglieri della popolosa città, appartenenti alle più illustri casate dell'isola. L'atto ebbe l'approvazione del consiglio comunale e la successiva sanzione, per decreto reale, del re Filippo V.
Nel corso del XVIII secolo, la nobiltà spagnola d'oltremare promosse diversi tentativi di organizzare maestranze nei territori americani, ma fu solo a Cuba che si cristallizzò un progetto che servì da modello per i tentativi successivi.
Il progetto fu il risultato dell'iniziativa di un gruppo di nove consiglieri della città, adottando inizialmente le ordinanze e il modello della Real Maestranza di Siviglia, anche se furono aggiunti tredici articoli complementari per adattarlo alle peculiarità dell'isola.
Il numero dei maestrantes fu fissato a 30, anche se con alcune particolarità, ponendo la corporazione sotto il patronato dell'Immacolata Concezione.
Il suo primo fratello maggiore fu il capitano Lorenzo de Prado Carvajal, sergente maggiore della piazza, e la corporazione equestre fu approvata all'unanimità nella seduta del consiglio comunale del 25 novembre 1709, venendo poi sancita da Sua Maestà il Re Filippo V con Decreto Reale del 26 agosto 1713.
Dopo un periodo di inattività, nel 1783 un gruppo di notabili, tra cui Don Gabriel Peñalver e Don José Eusebio de la Luz, fece i primi passi per chiederne la ricostituzione, ma solo nel 1789 Don Joaquín de Santa Cruz y Cárdenas, Conte di San Juan de Jaruco, Capitano del Reggimento di Fanteria Volontaria dell'Avana e Gentiluomo di Camera di Sua Maestà, mise in atto il progetto presentando una lettera in cui chiedeva alla Corona di permettergli di ristabilire la corporazione secondo le regole del 1713 entro due anni, ha attuato il progetto presentando un documento in cui chiedeva alla Corona di permettergli di ristabilire la corporazione entro due anni secondo le regole del 1713.
Un primo rapporto redatto dal Consiglio di Guerra nel novembre 1789 era favorevole a questa richiesta, ma considerando la nuova situazione dell'isola, l'esistenza di un corpo militare indipendente dalla Capitaneria Generale non era raccomandata. Di conseguenza, il Segretario di Stato per la Guerra ordinò al governatore appena nominato, il generale Luis de las Casas, di informare il conte di San Juan de Jaruco e le altre parti interessate, non appena fosse sbarcato a Cuba, che il Re aveva accettato la ricostituzione della Maestranza a condizione che i maestrantes prestassero servizio in uno dei corpi militari della Corona e che la corporazione fosse soggetta alla disciplina della Capitaneria Generale.
Fu nel 1793 che il re concesse alla Maestranza di avere un membro della famiglia reale come suo capo, anche se è proprio a quella data che cominciò a mancare la documentazione relativa al suo sviluppo, per cui non si sa se abbia mai funzionato come tale o se sia rimasta in sospeso.
Questa Maestranza è stata in gran parte sconosciuta in Spagna, al punto che non è nemmeno menzionata nel decreto del 9 marzo 1873 che scioglieva gli Ordini militari e le Maestranza reali, né nel progetto di decreto presentato da Cristino Martos all'esecutivo della Prima Repubblica per la riabilitazione degli Ordini militari e delle Maestranze.
Vista la realtà della Maestranza dell'Avana, essa divenne un esempio da imitare e così 31 nobili residenti in Messico, sia creoli che spagnoli, si rivolsero al Viceré della Nuova Spagna chiedendogli di patrocinare la Maestranza del Messico. Questo progetto non ebbe mai successo a causa delle peculiarità politiche dell'area.
Oggi, un gruppo di titolati del regno e di discendenti di nobili con radici cubane si è fatto carico della restaurazione della Maestranza, riavviando le sue attività.
Tra i suoi attuali obiettivi c'è quello di organizzare l'antica nobiltà ispanica di tutti i territori americani che erano stati sotto la tutela della corona spagnola; la promozione della cultura e la catalogazione di collezioni storiche, genealogiche, nobiliari e araldiche, sia cubane che di tutta l'ex America spagnola, nonché la protezione del patrimonio culturale e ambientale. I suoi membri promuoveranno la celebrazione di eventi pubblici e sociali, l'assegnazione di distinzioni e lo sviluppo di qualsiasi attività di contenuto e finalità simili a quelle che costituiscono il suo scopo, sia in Spagna che a Cuba o in uno qualsiasi dei territori americani che un tempo dipendevano dalla monarchia spagnola.
La Real Maestranza è attualmente retta dal Marchese di Almendares, Don Luis Alfredo De la Vega y De Càrdenas, come Teniente de Hermano Mayor, e dal Duca di Maqueda, Grande di Spagna, Don Francisco Lòpez-Becerra De Sole come Viceteniente de Hermano Mayor, e dal Conte d'Alba, Don Manuel Maria Rodriguez De Maribona Y Davila, come Segretario Generale. Cappellano d'Onore è l'Arcivescovo dell'Avana.